# Jetée-Promenade de Nice
La Jetée-Promenade de Nice est un ancien bâtiment, construit sur pilotis en 1882 sur la mer face à l'hôtel Palais de la Méditerranée et détruit en 1944. Elle avait au départ une vocation ludique et touristique pour contenter les touristes, Anglais notamment, qui affluaient à cette époque sur la Côte d’Azur. La jetée niçoise s'inspirait en bonne part de la jetée de Brighton (Royal Suspension Chain Pier (en)).

## Histoire

### Le projet
Celui-ci naît lors d'un voyage à Londres du "marquis d’Espouy de Saint-Paul", qui découvre alors le Crystal Palace dans Hyde Park et souhaite reproduire une réplique de ce bâtiment à Nice. Le marquis imagine un palais flottant en verre sur le modèle des « piers » qui sont en vogue à cette époque en Grande-Bretagne.
Cette idée est soumise au conseil municipal de Nice et adoptée le 20 novembre 1875. La Ville établit un cahier des charges strict : la construction du futur bâtiment est soumise à la couverture du fleuve le Paillon, afin d'y aménager un futur Jardin Public, aux frais de la société du casino.
Le projet et ses plans est l'objet de plusieurs demandes de concession et envoyés en préfecture pour une construction de 6 500m2 sur le domaine maritime. Le 9 avril 1878, le Préfet autorise la concession afin d’établir une jetée promenade « où les touristes pourraient, après avoir acquitté un droit d’entrée, se promener au-dessus de la mer ».
Les travaux commencent en octobre 1880. Lors du dépôt des statuts de la société (Société Anonyme de la Jetée-Promenade de Nice), le marquis cède son poste à un nouveau groupe présidé par le "général de Jaugigny".
La Ville de Nice, devant le peu d'intérêt suscité par ce projet et les difficultés de financement envisagés par des aménagements de la promenade, lors de la construction, décide de construire son propre casino en ville: le Casino Lazard. Cette volonté politique du maire Alfred Borriglione, qui engendrent des frais de construction très importants au dessus du Paillon, va entraîner dans la population une ferme opposition à l'ouverture de la jetée-promenade avant le casino de Borriglione. Le maire, fermement décidé à avoir son casino, va créer la (Société Anonyme du Casino Municipal) afin d'obtenir des fonds nouveaux.
Pendant ce temps, les travaux de fondations de la jetée arrivent à leur terme, la dernière portion consistait à raccorder la jetée-promenade à la promenade des Anglais par une estacade. Toujours dans la même optique, le maire refuse toutes les demandes de raccordements des fluides et l'électricité, qui lui sont adressées durant toute l'année 1881. Le directoire de la jetée-promenade fait donc appel au préfet qui signera un arrêté de raccordement le 17 mars 1882.
La presse de l'époque décrira « cet immense vaisseau aux coupoles hardies et lignes capricieuses » avec son dôme culminant à 20 mètres, et ses aménagements : kiosque à musique, salle de concert, théâtre, cercle nautique et bains de mer. Une ouverture partielle sera lancée précocement en octobre 1882. L'exploitation commence, alors que seuls le dôme, les 2 premières salles, la promenade et les terrasses latérales sont achevés. Les critiques et moqueries seront mitigés à propos du lieu.

### Ouverture de 1883
L’ouverture générale s’effectue le dimanche 1er avril 1883, bien que la salle de théâtre ne soit pas encore totalement achevée.
Trois jours après son ouverture, un incendie se déclare et interrompt l'exploitation. L'inauguration officielle devait avoir lieu le 8 avril 1883, il n'y aura aucune victime. Les causes de l'incendie ne seront jamais connues. L'enquête fit apparaître des informations importantes à propos des matériaux de construction employés. Le comburant de l'incendie se trouvait dans les boiseries des murs et marqueteries du bâtiment, imprégnées d'huile de pétrole,. Les Niçois penseront à un incendie volontaire, qui visait à ralentir l'exploitation au profit du Casino Municipal, pourtant les pompiers de l'époque tenteront de sauver le bâtiment en vain. Il ne restera que la passerelle d'accès et les terrasses.

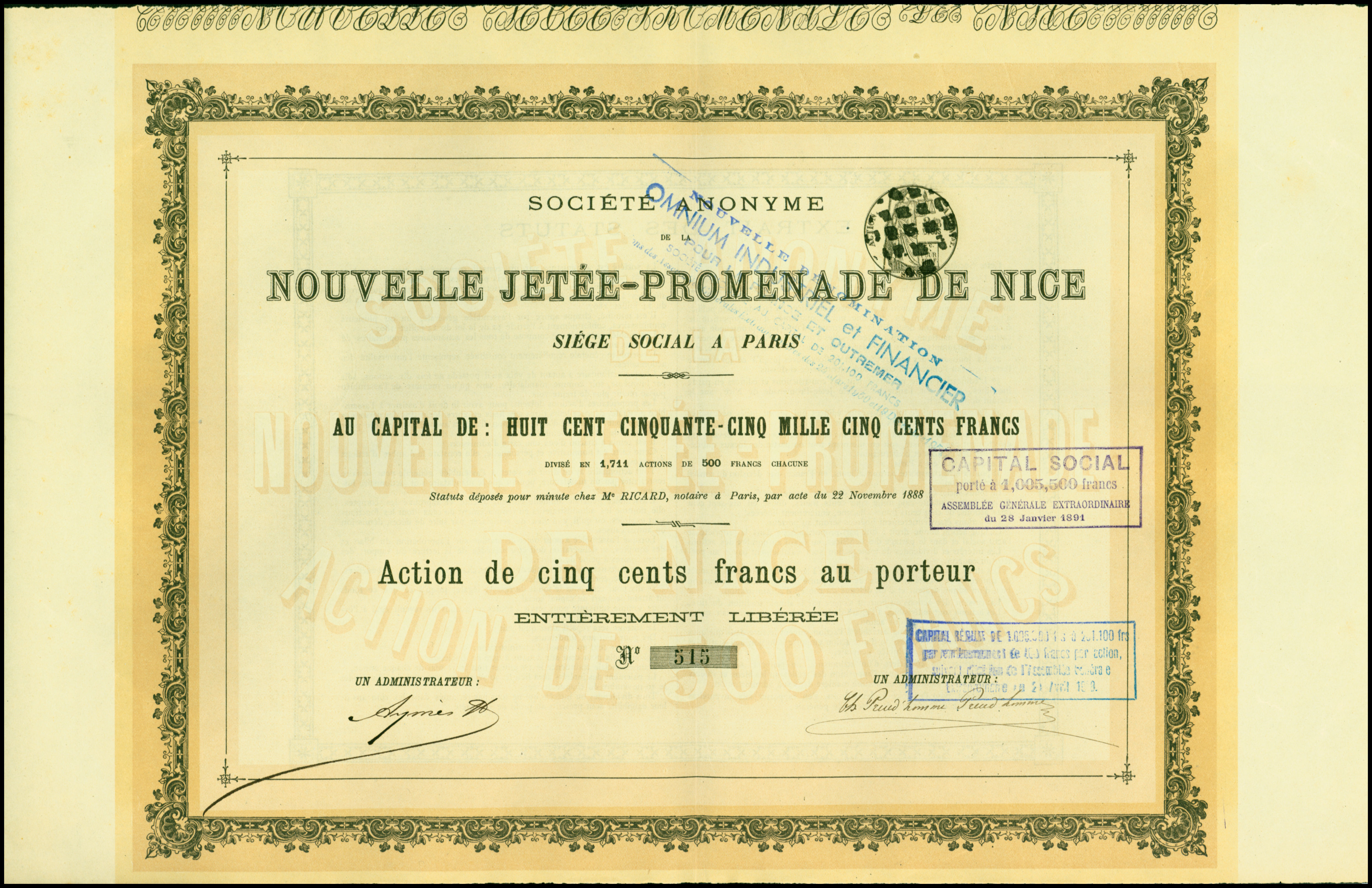
Action de la Nouvelle Jetée-Promenade de Nice en date du 22. Novembre 1888

### La Belle Époque
Malgré l'incendie, la société, optimiste, annonce une reconstruction et une réouverture rapide. Pourtant les finances manquent afin de réaliser des travaux rapides. La banqueroute est prononcée, les restes de la jetée promenade est mise aux enchères à l'aube de l'année 1884. Il n'y a aucun repreneur et la société est dissoute en 1885. Un liquidateur judiciaire est nommé qui met tout en œuvre pour trouver un repreneur et obtient même une autorisation ministérielle de rétrocession. Après trois adjudications infructueuses, une nouvelle société, la Société Anonyme de la Nouvelle Jetée-Promenade de Nice, est constituée le 20 décembre 1888. La reconstruction du bâtiment en ruine reprend dès 1889.
Les travaux s'achèveront deux ans après. Entre 1891 et 1914, le palais de la Jetée enchantera les hivernants de la « Belle Époque » à qui la société exploitante offre un lieu de promenade, de convivialité, un cercle de jeux, de lecture, et des spectacles musicaux de qualité à côté de la programmation du Casino municipal. La photographie et la carte postale, avec les éditeurs Jean Giletta, Léon et Lévy ou Neurdein, diffusent l'image de la Baie des Anges et de sa Jetée dans toute l'Europe, alimentant le mythe de la Côte d'Azur.

### Première Guerre mondiale
La Première Guerre mondiale éclate. Le bâtiment est réquisitionné par l'armée française et reconverti en centre de convalescence pour les blessés, à  l'instar de la plupart des hôtels niçois.
À la fin de la guerre, il est affecté à l'American YMCA et utilisé en 1918-1919 comme centre d'accueil pour les permissionnaires des troupes américaines en attente de rapatriement outre Atlantique.

### Entre-deux-guerres
Au retour à la Paix, le sénateur Pierre Gautier, maire de Nice entre 1922 et 1927, désireux de relancer l'économie niçoise, entend redonner son faste au casino construit sur l'eau. A la nuit tombée, le palais, dont l'exploitation reprend jusqu'en 1942, s'illumine dans le ciel de Nice, se reflétant dans la mer et contribuant à l'image touristique de la ville.
En 1928, un autre casino fut édifié face à la Jetée-Promenade, le Palais de la Méditerranée, financé par l'Américain Frank Jay Gould.
Nombreux sont les visiteurs de Nice à avoir alors apprécié sa silhouette aux bulbes orientalistes et, parmi eux, le peintre Raoul Dufy, qui l’a maintes fois représentée.

### Seconde Guerre mondiale et disparition de la Jetée
Le 8 novembre 1942, les Alliés débarquent en Afrique du Nord. En réponse, l'armée allemande envahit la zone libre et l'armée italienne prend le contrôle des Alpes-Maritimes. Nice occupée, la Jetée-Promenade doit fermer ses portes le 20 décembre 1942.
Après la capitulation de l'Italie fasciste rendue publique le 8 septembre 1943, les troupes italiennes se retirent de la zone sud et sont aussitôt remplacées par la Wehrmacht, qui entre dans Nice.
La Ville doit se soumettre aux exigences du nouvel occupant et notamment contribuer à la mobilisation des métaux non ferreux. Le casino de la Jetée est donc dépouillé en 1943-1944 de tous ses métaux : cuivres, bronzes, statues, argenterie, câblage électrique et autres métaux susceptibles de servir l'effort de guerre allemand.
Puis, afin de protéger la ville de l'éventualité d'un débarquement des troupes alliées depuis l'Afrique du Nord, l'armée allemande  barricade le bord de mer et utilise le bâtiment de la Jetée comme camp retranché. La Wehrmacht abandonne finalement ce lieu et le général de division Von Kollermann ordonne de démanteler la superstructure du bâtiment  pour récupérer plusieurs milliers de tonnes d'acier en janvier 1944.
À  la Libération, il ne reste plus que des débris immergés et des nombreuses structures métalliques.
Le 20 novembre 1946, la société d'exploitation du Casino se voit retirer son autorisation d'occuper le domaine maritime par arrêté préfectoral. Elle saisit alors le Conseil d'État, jugeant cet arrêté contraire à l'exercice de son activité. Le 13 juillet 1951, le Conseil d'État confirme l'arrêté du préfet des Alpes-Maritimes : la jetée-promenade ne ressortira plus jamais des eaux dans lesquelles elle a sombré.

## Bâtiment et structure

### Fondations

Schéma

La première structure de 1883 avait été construite trop proche de la surface l'eau et était la proie des hautes vagues ; la reconstruction de 1889 modifie donc la structure. La plateforme est tout d'abord surélevée de 1,75 m. La superstructure de la plateforme repose sur 250 pilotis creux en fonte, vissés à une profondeur de 5 m dans le sol (diamètre enterré de 0,9 m). La profondeur de l'eau varie suivant la position des piliers par rapport à la pente de la plage de 2 à 10,40 m.
Les pilotis sont reliés dans leur partie supérieure, par des poutres en treillis et des croix de saint André  positionnées au-dessous. Un plancher mince, réalisé en béton de ciment de Grenoble de 7 cm d'épaisseur, constitue la dalle, coffrée et établie sur un treillis d'armatures sur une surface 100 x 130 mètres.

### Structure

Schéma

La charpente métallique, quant à elle, est réalisée par une entreprise de Moisant. Elle est décorée et garnie de briques creuses apparentes qui confèrent plus de légèreté à l'ensemble.
La construction constitue une structure dont les données sont les suivantes :
- Surface : 6 500 m2,
- La coupole de 1883 mesure 25 m de haut,
- Pont d'accès : 60 m de long pour 13 m de large.

### Architecture intérieure
Le bâtiment était organisé en plusieurs salles:
- le grand dôme : était la pièce principale et servait de salle des fêtes, cette pièce desservait toutes les autres,
- La salle de spectacles,
- Des salons de lecture :  « salle des glycines », de conversation : « salle des hortensias », de jeux : « salle de baccara » ou « salle des petits chevaux »,
- Et enfin un grand café-restaurant.

La décoration des différentes salles était variée, dans le style orientaliste (japonais, indien, turc, mauresque). Le peintre principal était Mathon, et l'architecte d'intérieur Théodore Charpentier.